# Форум Костянтина
Форум Костянтина (грец. Φόρος Κωνσταντίνου); тур. Konstantin Forumu) — колишній форум, споруджений під час заснування Константинополя у IV столітті н. е. Він розташовувався безпосередньо за міськими стінами старого міста Візантія (теперішня площа Чемберліташ у Стамбулі). Форум Костянтина, що задумувався як центр нового міста, сполучався з Месою, головною церемоніальною дорогою, що йшла крізь увесь Константинополь. 

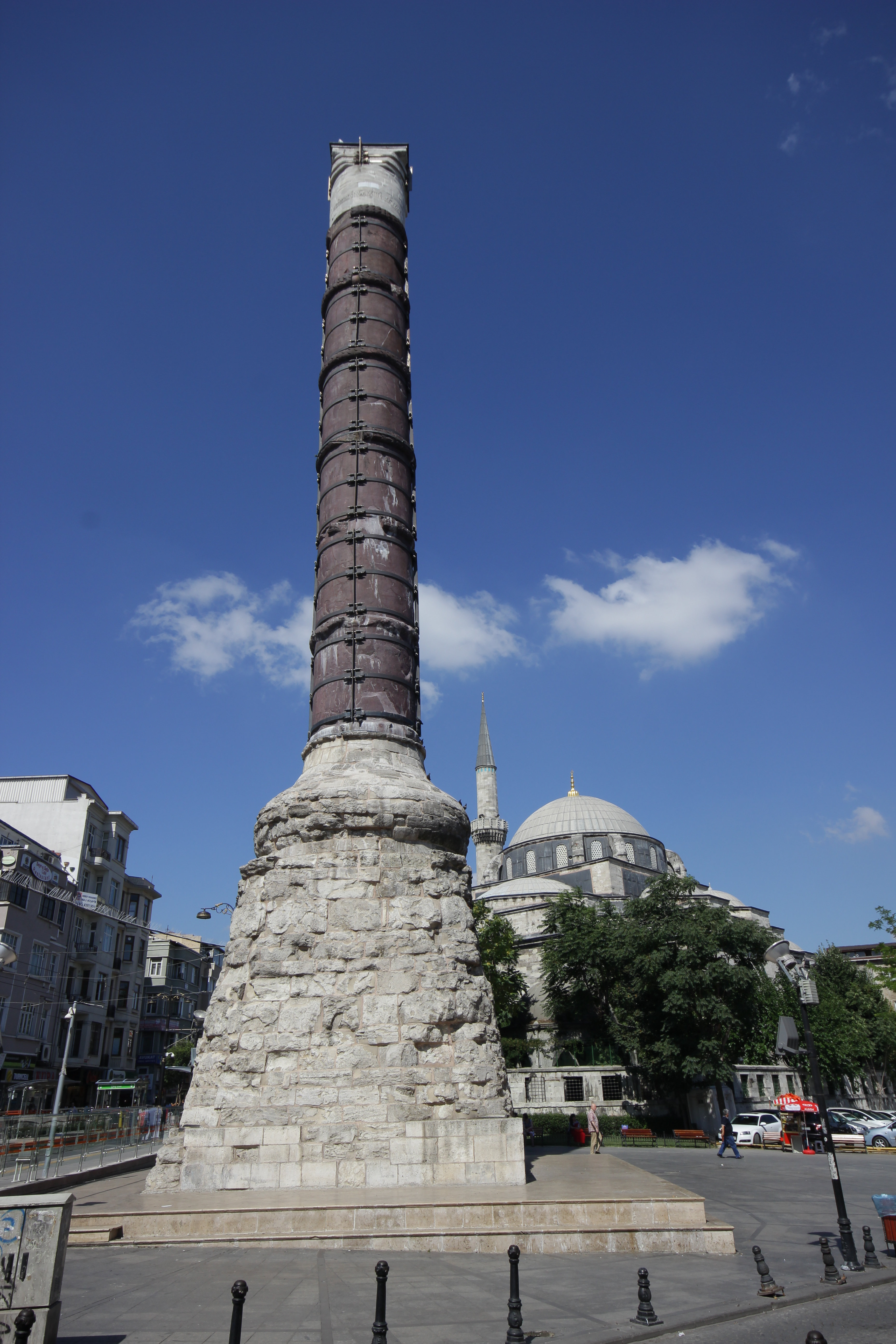
Сучасний вигляд Колони Костянтина в центрі колишнього форуму

Форум був круглим та мав дві монументальні ворота зі сходу та заходу. У центрі площі була встановлена колона Костянтина, яка досі стоїть на тому самому місці. Перший у місті будинок Сенату лежав на північній стороні від нього. З джерел відомо, що площа була прикрашена низкою античних статуй, але визначити їх точний вигляд і місце розташування є неможливим.
Спочатку колона в центрі форуму була увінчана статуєю засновника міста імператора Костянтина I в образі Аполлона. Згодом, за розпорядженням візантійського імператора Мануїла I замість пошкоджених унаслідок сильного шторму 1150 року статуї та трьох верхніх барабанів колони був зведений хрест. В іншому форум залишався майже недоторканим аж до Четвертого хрестового походу 1203—1204 років. Спочатку форум постраждав від пожежі, яку розпочали хрестоносці під час облоги міста. А в 1204 році після захоплення і розграбування міста античні статуї, що прикрашали Форум, були переплавлені загарбниками.